# Adhemarius magicus
Adhemarius magicus är en fjärilsart som beskrevs av Gehlen. 1928. Adhemarius magicus ingår i släktet Adhemarius och familjen svärmare. Inga underarter finns listade i Catalogue of Life.